# کونوایچی نینپو
'کونوایچی نینپو' (به ژاپنی: くノ一忍法 Kunoichi ninpō) یک فیلم به کارگردانی سادائو ناکاجیما است که در سال ۱۹۶۴ اکران شد.